# Epidendrum atwoodii
Epidendrum atwoodii är en orkidéart som beskrevs av Eric Hágsater och Luis M. Sánchez. Epidendrum atwoodii ingår i släktet Epidendrum och familjen orkidéer.
Artens utbredningsområde är Costa Rica. Inga underarter finns listade i Catalogue of Life.